# Tarzen
Tarzen fue una banda de hard rock formada en Madrid, España en 1983 y disuelta en 1990.

## Carrera
El núcleo central del grupo consistía en Salvador Domínguez en guitarra y coros, Michel Peyronel en batería, y su hermano Danny Peyronel en teclados y primera voz, quien había formado parte de Banzai junto a Salvador. 
Como músicos adicionales, la banda contó además con Lawrence Archer, en segunda guitarra y coros, y Ralph Hood en bajo y coros.
En 1985 publican un primer álbum homónimo, que fue editado en países como los Estados Unidos, Alemania, Argentina, Brasil, el Reino Unido o Canadá, alcanzando el grupo cierto alcance internacional, lo cual les otorgó la posibilidad de irse de gira por los Estados Unidos como teloneros fijos de la banda glam metal Twisted Sister.
La banda se mantuvo girando y presentándose por España y Argentina durante los siguientes años a la gira estadounidense.  Un segundo álbum: Madrid fue lanzado en 1989, aunque su exposición internacional ya había mermado, siendo editado solamente en España y Argentina (único país donde la banda era fuerte aparte de España, principalmente por la nacionalidad de la mayoría de los miembros).↵Las letras de Tarzen se caracterizaban por ser en inglés, merced al buen manejo de ese idioma por parte de Danny Peyronel, quien vivió desde su juventud en Londres, no obstante se hizo una versión en español del álbum Madrid, la cual fue editada en Argentina como Es una selva ahí fuera.
La banda terminó separándose al comienzo de la nueva década, en 1990 poco después de telonear a Bon Jovi junto a Alakrán en Buenos Aires.[cita requerida]

## Miembros
- Danny Peyronel: voz y teclados (Ex Banzai, UFO, Riff, Heavy Metal Kids)
- Michel Peyronel: batería : bajo (Ex Riff)
- Ralph Hood: guitarra y bajo
- Salvador Domínguez: guitarra (proveniente del grupo Banzai)
- Más adelante se sumaría el guitarrista Gady Pampillón

## Discografía
Álbum
- Tarzen (1985)
- Madrid (Editado en Argentina como Es una selva ahí fuera) (1989)